# Fleming County
Fleming County is een county in de Amerikaanse staat Kentucky.
De county heeft een landoppervlakte van 909 km² en telt 13.792 inwoners (volkstelling 2000). De hoofdplaats is Flemingsburg.

## Bevolkingsontwikkeling

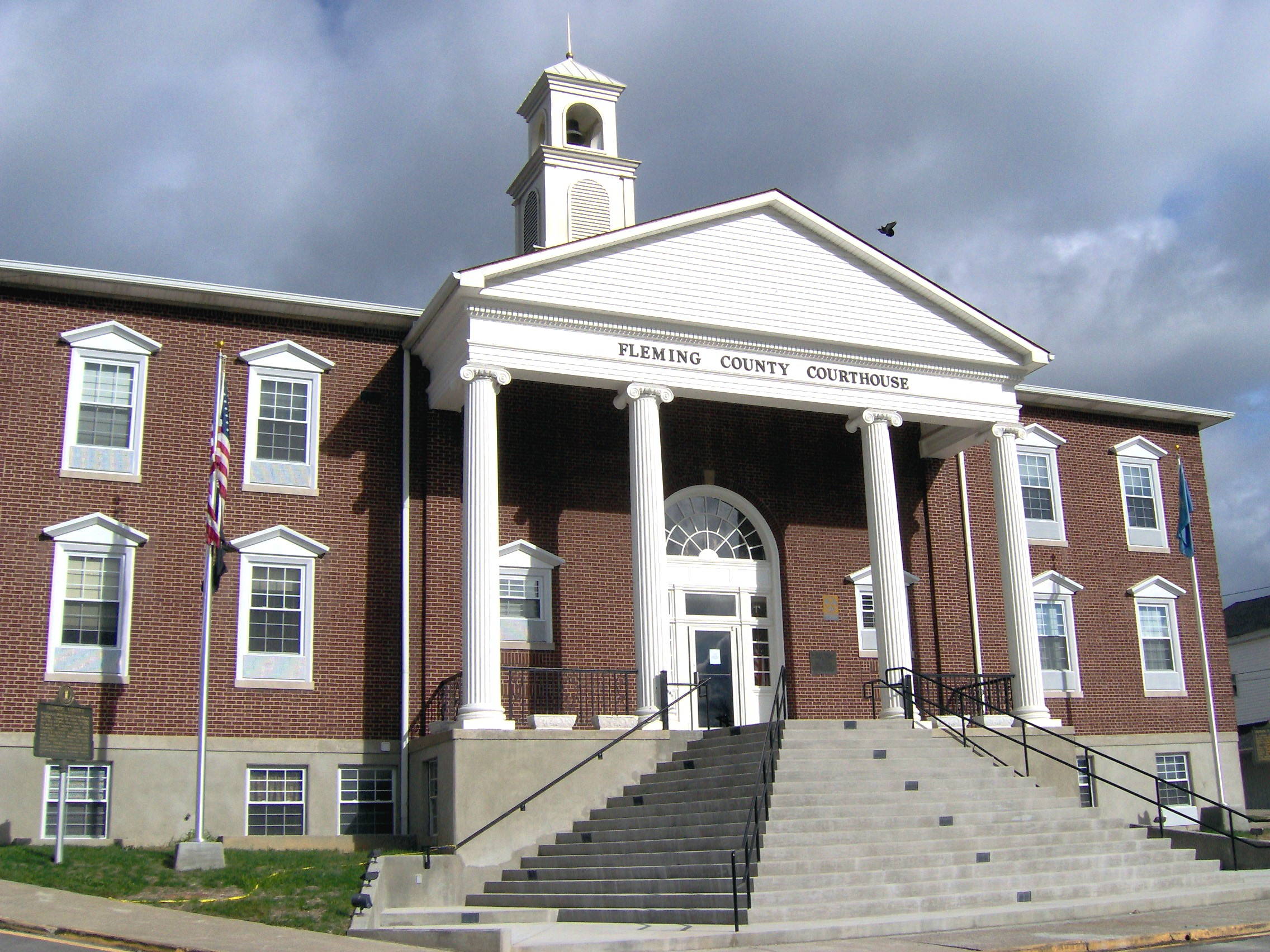
Fleming County Courthouse